# Intersil 6100

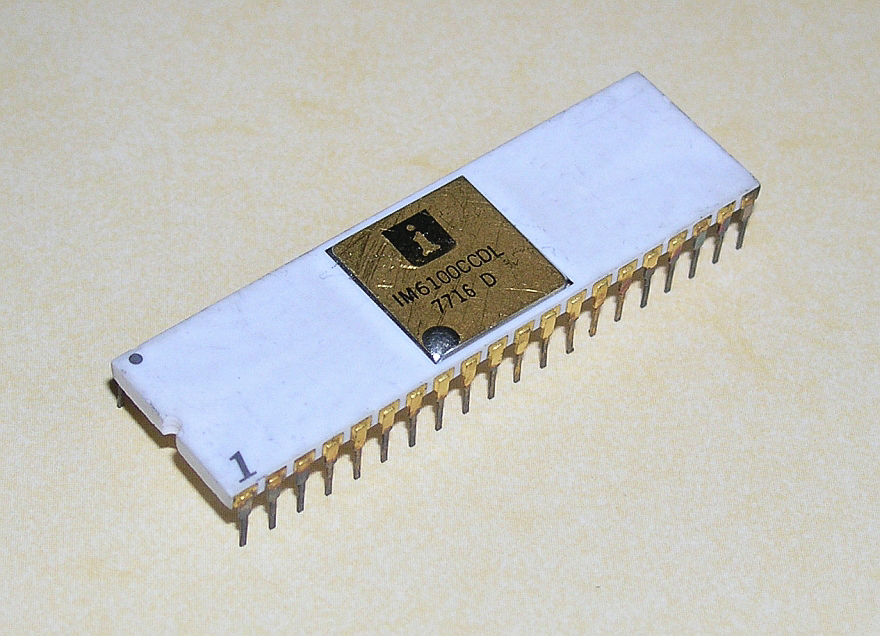
Intersil IM6100

Az Intersil 6100 családot egy 12 bites mikroprocesszor (a 6100-as) és egy sor perifériális támogató- és memória-IC alkotja, amelyeket az Intersil fejlesztett az 1970-es évek közepén. A mikroprocesszor a PDP–8 utasításkészletét ismeri fel és hajtja végre, emiatt néha CMOS-PDP8-ként (PDP–8-as egy CMOS-csipben) hivatkoztak rá. A Harris Corporation is gyártotta, ez a változat a Harris HM-6100 jelölésű csip. Az Intersil 6100 áramkörcsaládot 1975 második negyedévében mutatták be, a Harris-féle változatot pedig 1976-ban. A csipben alkalmazott CMOS-technológia és az ahhoz kapcsolódó előnyök alkalmassá tették a katonai területen történő felhasználásra is, így a csipkészletet néhány katonai tervezetben is felhasználták, egészen az 1980-as évek elejéig.
A 6100-as család elemei már CMOS-technológiával készültek, nem pedig a vele egykorú egyéb eszközökben (Z80, 8080, 6800, 9900 stb.) alkalmazott bipoláris vagy NMOS-technológiával. A CMOS-technológiának és az alkalmazott alacsony órajelfrekvenciáknak köszönhetően (pl. a HM-6100A maximális órajele 8 MHz lehet) a csipek fogyasztása viszonylag alacsony maradt (100 mW alatt 10 V és 2 MHz mellett), és egyetlen tápfeszültségről működtethetők 4 és 11 V közötti feszültségen. Ezáltal felhasználhatók voltak nagy megbízhatóságú beágyazott rendszerekben, minden különösebb hőkezelő v. hűtési rendszer nélkül (tehát nem kellett törődni a melegedési problémákkal és a hőelvezetéssel), amennyiben a rendszer maradék részei is CMOS-technológiájú csipekből álltak.
A 6100 családot számos termékben használták fel, így a DECmate sorozatban is, amely a DEC első kísérlete volt személyi számítógépek gyártására.
A 6100 alkalmas volt katonai célú felhasználásra is, mivel két szállítótól is beszerezhető volt, az Intersil és a Harris is gyártotta. A katonai-hadiipari termékekben a 8080-as, 6800-as stb. processzorok kis fogyasztású alternatíváiként használták fel. Bár utasításkészlete és architektúrája rendkívül egyszerű (8 utasítása van), de ennek ellenére, vagy éppen emiatt, kiválóan alkalmas volt a korábban diszkrét áramköri logikával vagy egyenesen relékkel megvalósított vezérlőáramkörök kiváltására és az ilyenekben való felhasználásra.
Az Intersil 1982-től kereskedelmi forgalomba hozta és IM6100 áramkörcsalád néven kezdte árulni ezeket az áramköröket. Az árképzés nem volt versenyképes, emiatt a kezdeményezés kudarcba fulladt. Az IBM PC-k 1981-es megjelenése véglegessé tette a CMOS-PDP8-as bukását, mivel ezzel egy szabályos, jó támogatással rendelkező mikroprocesszorral felépített számítógéprendszer lépett a piacra.
Bár ez az IC-család kevesebb logikát tartalmaz, mint korabeli konkurensei, ezáltal kisebb szilíciumfelülettel lett volna gyártható, egy nagyobb méretű CMOS-technológiával készült, és végül lemaradt a technológiai versenyben.

## Leírás

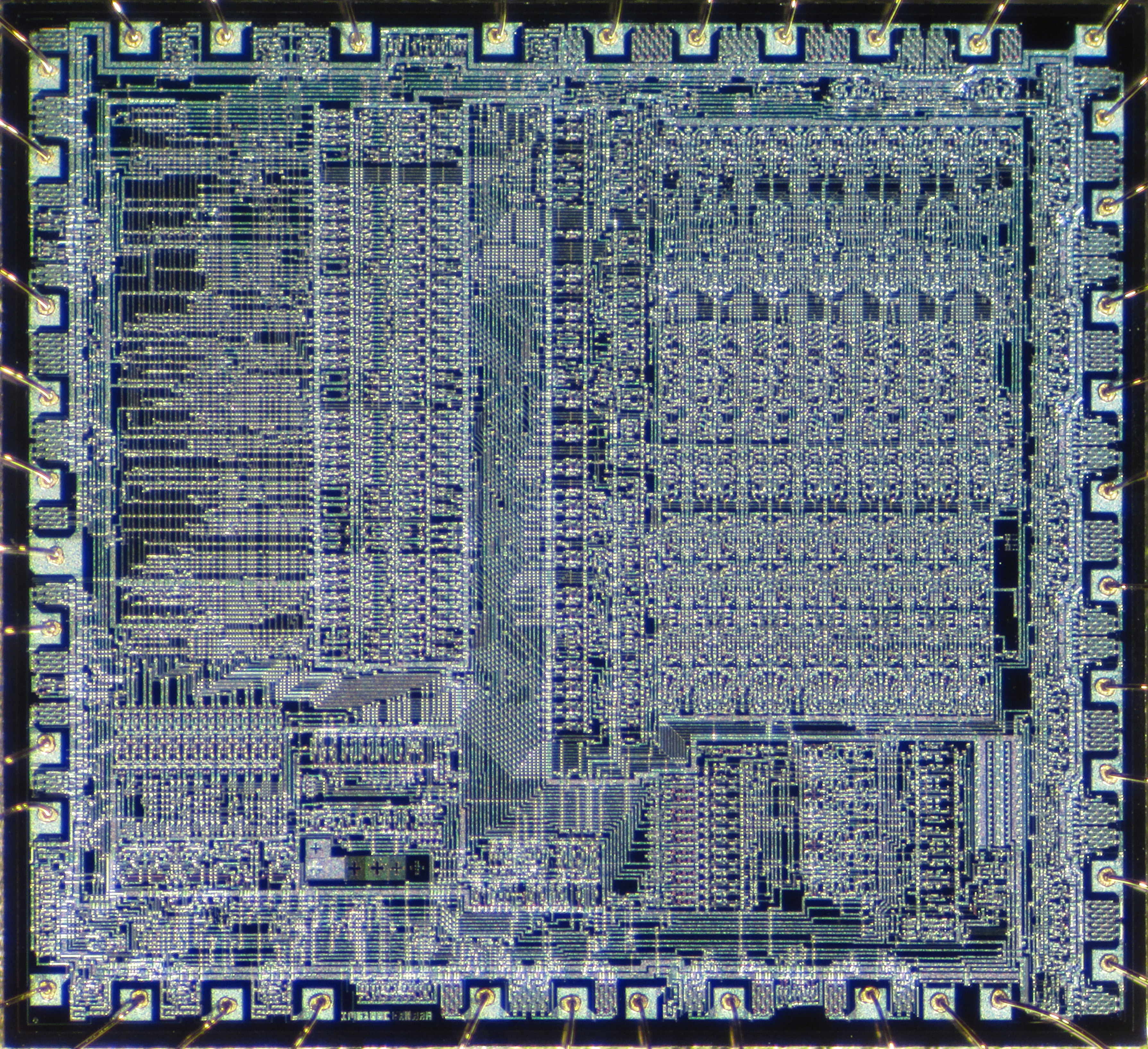
Egy Intersil 6100 processzorlapka

A 6100 12 bites CPU-ja szorosan követi a PDP–8 utasításkészletét, azt szigorúan emulálja (az utasításkészletet leírása a PDP–8 szócikkben olvasható). Három elsődleges regisztere van: a PC avagy programszámláló, a 12 bites AC akkumulátorregiszter, és az MQ jelű segédregiszter. A kétoperandusú utasítások az AC és MQ regiszterekből olvassák az operandusokat, és az eredményt az AC-ba írják vissza. A processzornak nincs veremmutató regisztere; a szubrutinokból való visszatérés egyszerűen a főprogramba való visszaugrással (vezérlésátadással) történik, és a visszatérési cím magában a szubrutinban tárolódik, tipikusan annak első szavában.
A 6100 utasításkészletében a feltételes utasítások csak a soron következő utasítás átugrását engedik meg. Az elágazások egy feltételes utasítással és az azt követő ugróutasítással szervezhetők. A processzornak egyetlen maszkolható megszakítása van. A megszakítás fellépésekor a CPU eltárolja a PC aktuális értékét a 0000 memóriacímen, majd a 0001 címen tárolt című helyre ugrik. A megszakítás kiszolgálása tiltható vagy engedélyezhető az IOF és ION (vagy SKON) utasításokkal.
A 6100-asnak 12 bites adat- és címsíne van, amely 4 Ki szó (6 KiB) méretre korlátozza a felhasználható RAM-ot. A memóriahivatkozások 7 bitesek, vagy a 0 címhez, vagy a PC-hez, vagy a PC lapbáziscímhez viszonyított ofszetcímek lehetnek (a PC lapbáziscímet a PC-ben tárolt érték alsó 7 bitjének 0-ra állításával képzi a processzor). A memória bővíthető a 6102 támogató csip segítségével, amely három további címvonalat ad a sínhez, ezáltal lehetővé téve a memória 32 Ki szóra (48 KiB-ra) való bővítését; ugyanezt az eljárást alkalmazták a PDP–8 gép PDP–8/E bővítésénél is. A 6102 két belső regiszterrel rendelkezik, az IFR (instruction frame, utasításkeret) és a DFR (adat) regiszterekkel, amelyek eltolják a CPU által címezhető 4 Ki méretű lapot a memóriában és a memóriacím ekkor egy másik „ablakba” mutat.

## Változatok és támogató hardver
Az Intersil számos támogató áramkört kínált a 6100-alapú rendszerekhez. Az IM6100 CPU egy straight-8 típusú csip (alapkiépítésű PDP-8 memórialapozó hardver nélkül). Az IM6101 PIE (Programmable Interface Element, programozható interfészelem) egy alap PDP-8 típusú I/O port. Az IM6102 MEDIC (Memory Extension, DMA Controller, Interval Timer) kiegészítő egység a PDP-8/E CPU-hoz hasonló processzorrá alakítja az IM6100-at. Az IM6103 PIO (Parallel Input-Output Port, párhuzamos be-/kimeneti port), és az IM6402 vagy IM6403 UART szabályos alap PDP-8 I/O eszközök integrált áramközös megvalósításai.
Az Intersil kínált még kompatibilis méretű RAM és ROM memóriákat is: az IM6551 és IM6561 (1 Ki bit, 256×4) SRAM, az IM6512 (768 bit, 64×12) SRAM, és az IM6312 (12 Ki bit, 1024×12) maszkprogramozható PROM csipeket.
A fenti komponensek egy válogatott gyűjteménye volt az „Intersil 6801 CMOS Family Sampler Kit” néven forgalmazott készlet, amely a 6960-as „Sampler PC Board” próbapanelre szerelhető, és ezekkel egy IM6100 CPU, IM6101 PIE, az IM6312 ODT (Octal Debugging Technique) monitor ROM, három 256x4 CMOS RAM és egy IM6403 UART csipből álló egykártyás rendszer volt kialakítható.
Az alapkiépítésű 6100-as modell helyébe később a 6120 jelű továbbfejlesztett változatot kínálták, amely beépített 6102-es memóriavezérlőt is tartalmaz.

## Fordítás
Ez a szócikk részben vagy egészben  az   Intersil 6100 című angol Wikipédia-szócikk ezen változatának fordításán alapul.  Az eredeti cikk szerkesztőit annak laptörténete sorolja fel. Ez a jelzés csupán a megfogalmazás eredetét és a szerzői jogokat jelzi, nem szolgál a cikkben szereplő információk forrásmegjelöléseként.